# Oscaruddelingen 2002
Oscaruddelingen 2002 var den 74. oscaruddeling, hvor de bedste film fra 2001 blev hædret af Academy of Motion Picture Arts and Sciences. Uddelingen blev afholdt 24. marts 2002 i Kodak Theatre i Los Angeles, Californien, USA. Værten var Whoopi Goldberg.

## Vindere og nominerede
Vindere står øverst, er skrevet i fed.
| Bedste film - Et Smukt Sind – Brian Grazer og Ron Howard, producere - Gosford Park – Robert Altman, Bob Balaban og David Levy, producere - In the Bedroom – Graham Leader, Ross Katz og Todd Field, producere - Ringenes Herre - Eventyret om Ringen – Peter Jackson, Fran Walsh og Barrie M. Osborne, producere - Moulin Rouge! – Martin Brown, Baz Luhrmann og Fred Baron, producere | Bedste instruktør - Ron Howard – Et Smukt Sind - Ridley Scott – Black Hawk Down - Robert Altman – Gosford Park - Peter Jackson – Ringenes Herre - Eventyret om Ringen - David Lynch – Mulholland Drive |
| Bedste mandlige hovedrolle - Denzel Washington – Training Day som Alonzo Harris - Russell Crowe – Et Smukt Sind som John Forbes Nash - Sean Penn – I Am Sam som Sam Dawson - Will Smith – Ali som Muhammad Ali - Tom Wilkinson – In the Bedroom som Dr. Matthew Fowler | Bedste kvindelige hovedrolle - Halle Berry – Monster's Ball som Leticia Musgrove - Judi Dench – Iris som Iris Murdoch - Nicole Kidman – Moulin Rouge! som Satine - Sissy Spacek – In the Bedroom som Ruth Fowler - Renée Zellweger – Bridget Jones' dagbog som Bridget Jones |
| Bedste mandlige hovedrolle - Jim Broadbent – Iris as John Bayley - Ethan Hawke – Training Day som Officer Jake Hoyt - Ben Kingsley – Sexy Beast som Don Logan - Ian McKellen – Ringenes Herre - Eventyret om Ringen som Gandalf - Jon Voight – Ali som Howard Cosell | Bedste kvindelige birolle - Jennifer Connelly – Et Smukt Sind som Alicia de Lardé-Nash - Helen Mirren – Gosford Park som Jane Wilson - Maggie Smith – Gosford Park som Constance Trentham - Marisa Tomei – In the Bedroom som Natalie Strout - Kate Winslet – Iris som Iris Murdoch |
| Bedste originale manuskript - Gosford Park – Julian Fellowes - Den fabelagtige Amélie fra Montmartre – Guillaume Laurant og Jean-Pierre Jeunet - Memento – Christopher Nolan og Jonathan Nolan - Monster's Ball – Milo Addica and Will Rokos - The Royal Tenenbaums – Wes Anderson og Owen Wilson                                                                                      | Bedste manuskript baseret på materiale, der tidligere er produceret eller udgivet - Et Smukt Sind – Akiva Goldsman baseret på bogen af Sylvia Nasar - Ghost World – Daniel Clowes og Terry Zwigoff baseret på tegneserien af Daniel Clowes - In the Bedroom – Rob Festinger og Todd Field baseret på novellen "Killings" af Andre Dubus - Ringenes Herre - Eventyret om Ringen – Fran Walsh, Philippa Boyens og Peter Jackson baseret på bogen af J. R. R. Tolkien - Shrek – Ted Elliott, Terry Rossio, Joe Stillman og Roger S. H. Schulman baseret på bogen af William Steig |
| Bedste animationsfilm - Shrek – Aron Warner - Niels Neutron: Det lille geni – Steve Oedekerk og John A. Davis - Monsters, Inc. – Pete Docter og John Lasseter | Bedste fremmedsprogede film - Ingenmandsland (Bosnien-Hercegovina) – Danis Tanović - Den fabelagtige Amélie fra Montmartre (Frankrig) – Jean-Pierre Jeunet - Elling (Norge) – Petter Ness - Lagaan: Once Upon a Time in India (Indien) – Ashutosh Gowariker - El hijo de la novia (Argentina) – Juan José Campanella |
| Bedste dokumentar - Mord en søndag morgen – Jean-Xavier de Lestrade og Denis Poncet - Children Underground – Edet Belzberg - LaLee's Kin: The Legacy of Cotton – Susan Froemke og Deborah Dickson - Promises – Justine Shapiro og B.Z. Goldberg - War Photographer – Christian Frei | Bedste korte dokumentar - Thoth – Sarah Kernochan and Lynn Appelle - Artists and Orphans: A True Drama – Lianne Klapper McNally - Sing! – Freida Lee Mock og Jessica Sanders |
| Bedste kortfilm - The Accountant – Ray McKinnon og Lisa Blount - Copy Shop – Virgil Widrich - Gregors größte Erfindung – Johannes Kiefer - Meska sprawa – Sławomir Fabicki og Bogumil Godfrejow - Speed for Thespians – Kalman Apple og Shameela Bakhsh | Bedste korte animationsfilm - For the Birds – Ralph Eggleston - Fifty Percent Grey – Ruairí Robinson og Seamus Byrne - Give Up Yer Aul Sins – Cathal Gaffney og Darragh O'Connell - Strange Invaders – Cordell Barker - Stubble Trouble – Joseph E. Merideth |
| Bedste musik - Ringenes Herre - Eventyret om Ringen — Howard Shore - A. I. - kunstig intelligens — John Williams - Et Smukt Sind — James Horner - Harry Potter og De Vises Sten — John Williams - Monsters, Inc. — Randy Newman | Bedste sang - "If I Didn't Have You" fra Monsters, Inc. – Musik og tekst af Randy Newman - "May It Be" from Ringenes Herre - Eventyret om Ringen – Musik og tekst af Enya, Nicky Ryan og Roma Ryan - "There You'll Be" from Pearl Harbor – Musik og tekst af Diane Warren - "Until..." fra Kate & Leopold – Musik og tekst af Sting - "Vanilla Sky" fra Vanilla Sky – Musik og tekst af Paul McCartney |
| Bedste lydredigering - Pearl Harbor – George Watters II og Christopher Boyes - Monsters, Inc. – Gary Rydstrom og Michael Silvers | Bdste lyd - Black Hawk Down – Michael Minkler, Myron Nettinga og Chris Munro - Den fabelagtige Amélie fra Montmartre – Vincent Arnardi, Guillaume Leriche og Jean Umansky - Ringenes Herre - Eventyret om Ringen – Christopher Boyes, Michael Semanick, Gethin Creagh og Hammond Peek - Moulin Rouge! – Andy Nelson, Anna Behlmer, Roger Savage og Guntis Sics - Pearl Harbor – Kevin O'Connell, Greg P. Russell og Peter J. Devlin |
| Bedste scenografi - Moulin Rouge! – Catherine Martin og Brigitte Broch - Den fabelagtige Amélie fra Montmartre – Aline Bonetto og Marie-Laure Valla - Gosford Park – Stephen Altman og Anna Pinnock - Harry Potter og De Vises Sten – Stuart Craig og Stephenie McMillan - Ringenes Herre - Eventyret om Ringen – Grant Major og Dan Hennah                                            | Bedste fotografering - Ringenes Herre - Eventyret om Ringen – Andrew Lesnie - Den fabelagtige Amélie fra Montmartre – Bruno Delbonnel - Black Hawk Down – Sławomir Idziak - The Man Who Wasn't There – Roger Deakins - Moulin Rouge! – Donald M. McAlpine |
| Bedste makeup - Ringenes Herre - Eventyret om Ringen – Peter Owen og Richard Taylor - Et Smukt Sind – Greg Cannom og Colleen Callaghan - Moulin Rouge! – Maurizio Silvi og Aldo Signoretti | Bedste kostumer - Moulin Rouge! – Catherine Martin og Angus Strathie - The Affair of the Necklace – Milena Canonero - Gosford Park – Jenny Beavan - Harry Potter og De Vises Sten – Judianna Makovsky - Ringenes Herre - Eventyret om Ringen – Ngila Dickson og Richard Taylor |
| Bedste klipning - Black Hawk Down – Pietro Scalia - Et Smukt Sind – Mike Hill og Dan Hanley - Ringenes Herre - Eventyret om Ringen – John Gilbert - Memento – Dody Dorn - Moulin Rouge! – Jill Bilcock | Bedste visuelle effekter - Ringenes Herre - Eventyret om Ringen – Jim Rygiel, Randall William Cook, Richard Taylor og Mark Stetson - A. I. - kunstig intelligens – Dennis Muren, Scott Farrar, Stan Winston og Michael Lantieri - Pearl Harbor – Eric Brevig, John Frazier, Ed Hirsh og Ben Snow |

### Æres-Oscar
- Sidney Poitier
- Robert Redford

### Jean Hersholt Humanitær-Oscar
- Arthur Hiller